# Observit

## A empresa
A Observit é uma empresa de engenharia Portuguesa, especializada em tecnologias de vídeo sobre IP. 
Nasceu em 2001, num processo de spin-off do Instituto Superior Técnico e desde então desenvolve e implementa soluções profissionais de vídeo Digital, nomeadamente Circuitos Fechados de TV (CFTV).
A Observit desenvolveu uma plataforma aberta de vídeo Sobre IP - Janus - que integra Tecnologia de arquivo, análise de vídeo, transmissão, triagem de informação e organização num video wall. 
Este Software é o centro na construção de soluções de CFTV compostas que integram:
- múltiplas câmaras (câmaras IP, câmaras analógicas câmaras Térmicas, câmaras Megapixel,...);
- outros sensores de segurança (controlo de acessos, detecção de incêndios,...);
- módulos de análise de vídeo;